# Ceratina cladura
Ceratina cladura är en biart som beskrevs av Theodore Dru Alison Cockerell 1919. Den ingår i släktet märgbin och familjen långtungebin.

## Taxonomi
Inga underarter finns listade i Catalogue of Life. Jacobus van der Vecht identifierade emellertid 1952 en underart Ceratina cladura crocina, något som senare accepterats av andra källor. Enligt dessa förekommer följande underarter:
- Ceratina cladura cladura Cockerell, 1919
- Ceratina cladura crocina van der Vecht, 1952

## Beskrivning
Ceratina cladura är som de flesta märgbin ett påtagligt litet bi, speciellt rörande hanen; honan har en kroppslängd på 6 till 8 mm, i undantagsfall 9 mm, medan hanen har en kroppslängd på 5,5 till 7 mm. Grundfärgen är glänsande svart, men utan den metalliska lyster som är vanlig hos många märgbin. Honans huvud har en T-formad, gul markering som täcker hela clypeus (munskölden) och delar av området kring den; hos hanen är nästan hela ansiktet gult. Bakkroppen är mörk, hos hanen med spridda gula markeringar, medan hos honan tergit 1 är mörkbrun med gula markeringar, och de följande tergiterna har gula till tegelfärgade kanter.
Honan hos Ceratina cladura crocina är något mindre (6 till 7 mm) och med fler gula markeringar. Speciellt mellankroppen är nästan helt gul på ovansidan och sidorna. Bakkanterna på tergiterna 2 till 5 är även de gula.

## Utbredning
Arten iakttogs först på den indonesiska ön Java, men har senare även påträffats i Filippinerna och nyligen (2008) i Thailand. Underarten Ceratina cladura crocina förekommer på den likaledes indonesiska ön Sumatra.

## Ekologi
Ceratina cladura förekommer troligtvis inte bara i urskog och annan ursprunglig vegetation utan också i kulturskog. Som alla märgbin bygger arten sina larvbon i märgen på olika växter.